# Nazionale femminile di roller derby delle Indie Occidentali
La nazionale di roller derby delle Indie Occidentali è la selezione maggiore femminile di roller derby, il cui nickname è Team West Indies, che rappresenta le Indie Occidentali nelle varie competizioni ufficiali o amichevoli riservate a squadre nazionali. Ha debuttato in una competizione ufficiale nel campionato mondiale di roller derby 2014 di Dallas.
Le nazioni rappresentate sono:
- Bahamas
- Dominica
- Giamaica
- Guyana
- Saint Kitts e Nevis
- Saint Vincent e Grenadine
- Trinidad e Tobago

## Risultati
Legenda: Grassetto: Risultato migliore, Corsivo: Mancate partecipazioni

## Dettaglio stagioni

### Amichevoli
| Stagione | Vin | Par | Per | Tot | PF  | PS   | avversaria              |
| -------- | --- | --- | --- | --- | --- | ---- | ----------------------- |
| 2014     | 1   | 0   | 3   | 4   | 348 | 1108 | Irlanda, Galles, Scozia |
|          |     |     |     |     |     |      |                         |
| Totale   | 1   | 0   | 3   | 4   | 348 | 1108 |                         |

### Tornei

#### Mondiali
| Stagione | regular season | regular season | regular season | regular season | regular season | regular season | playoff | playoff | playoff | playoff | playoff | playoff      | playoff     |
|          | Vin            | Par            | Per            | Tot            | PF             | PS             | Vin     | Per     | Tot     | PF      | PS      | risultato    | avversaria  |
| -------- | -------------- | -------------- | -------------- | -------------- | -------------- | -------------- | ------- | ------- | ------- | ------- | ------- | ------------ | ----------- |
| 2014     | 2              | 0              | 1              | 3              | 380            | 489            | 0       | 1       | 1       | 31      | 708     | Quindicesima | Inghilterra |
|          |                |                |                |                |                |                |         |         |         |         |         |              |             |
| Totale   | 2              | 0              | 1              | 3              | 380            | 489            | 0       | 1       | 1       | 31      | 708     |              |             |

### Riepilogo bout disputati
| Anno | Luogo    | Evento         | Fase del torneo  | Incontro                        | Risultato |
| 2014 | Tallaght | Boot Camp      |                  | Irlanda - Indie Occidentali     | 396 - 51  |
| 2014 | Newport  | Road to Dallas |                  | Galles -Indie Occidentali       | 114 - 141 |
| 2014 | Newport  | Road to Dallas |                  | Irlanda - Indie Occidentali     | 279 - 60  |
| 2014 | Newport  | Road to Dallas |                  | Scozia - Indie Occidentali      | 319 - 96  |
| 2014 | Dallas   | Mondiale       | Fase a gironi    | Svezia - Indie Occidentali      | 319 - 41  |
| 2014 | Dallas   | Mondiale       | Fase a gironi    | Indie Occidentali - Giappone    | 235 - 70  |
| 2014 | Dallas   | Mondiale       | Fase a gironi    | Indie Occidentali - Cile        | 104 - 100 |
| 2014 | Dallas   | Mondiale       | Ottavi di finale | Inghilterra - Indie Occidentali | 708 - 31  |

## Confronti con le altre Nazionali
Questi sono i saldi delle Indie Occidentali Britanniche nei confronti delle Nazionali incontrate.

### Saldo positivo
| Nazionale | Giocate | Vinte | Pareggiate | Perse | PF  | PS  | Ultima vittoria | Ultimo pari | Ultima sconfitta |
| --------- | ------- | ----- | ---------- | ----- | --- | --- | --------------- | ----------- | ---------------- |
| Giappone  | 1       | 1     | 0          | 0     | 235 | 70  | 2014            | -           | -                |
| Galles    | 1       | 1     | 0          | 0     | 141 | 114 | 2014            | -           | -                |
| Cile      | 1       | 1     | 0          | 0     | 104 | 100 | 2014            | -           | -                |

### Saldo negativo
| Nazionale   | Giocate | Vinte | Pareggiate | Perse | PF  | PS  | Ultima vittoria | Ultimo pari | Ultima sconfitta |
| ----------- | ------- | ----- | ---------- | ----- | --- | --- | --------------- | ----------- | ---------------- |
| Inghilterra | 1       | 0     | 0          | 1     | 31  | 708 | -               | -           | 2014             |
| Irlanda     | 2       | 0     | 0          | 2     | 111 | 675 | -               | -           | 2014             |
| Svezia      | 1       | 0     | 0          | 1     | 41  | 319 | -               | -           | 2014             |
| Scozia      | 1       | 0     | 0          | 1     | 96  | 319 | -               | -           | 2014             |